# Begabungsreserve
Begabungsreserve ist ein Begriff der Sozialwissenschaft, bzw. Soziologie, und beschreibt möglicherweise existente Leistungspotenzen, die in einem einzelnen Menschen, einer Gruppe oder einer gesamten Gesellschaft vorhanden sind, aber aufgrund von hemmenden Faktoren unterentwickelt bleiben.

## Begriffsentstehung
Der Begriff wurde während der Debatte über die Bildungsreform in den 1960er Jahren verwendet (nach einer Duisburger Schulstudie von Josef Hitpaß) und bezog sich hier im Wesentlichen auf diejenigen Kinder und Jugendlichen, die wegen des damaligen Schul- und Bildungssystems nicht die höheren Ausbildungswege absolvieren konnten. Die bundesdeutsche Bildungsplanung versuchte im Anschluss an den Diskurs durch den Abbau von Bildungsbarrieren eben jene prognostizierten Begabungsreserven „zu erschließen“.

## Aktuelle Rezeption
Im Zuge der Diskussion um die Ergebnisse der PISA-Studie in Deutschland wurde der Begriff 2005 von Rainer Geißler wieder aufgegriffen. In seinem vielbeachteten Artikel Die Metamorphose der Arbeitertochter zum Migrantensohn. Zum Wandel der Chancenstruktur im Bildungssystem nach Schicht, Geschlecht, Ethnie und deren Verknüpfungen. beschreibt Geißler die Verschiebung der zu fördernden Subjekte von Arbeiterkindern und katholischen Bevölkerungsgruppen in den 1960er Jahren hin zu Migrantenkindern, insbesondere aus den früheren Anwerbeländern und Aussiedlerfamilien.